# Ініціалізація
Ініціалізація (initialization) — ряд дій, що передують виконанню програми, зокрема, встановлення програмних змінних в нуль, або надання їм інших початкових значень.
Ініціалізація об'єкта відбувається у методі, що називається конструктором.
Форматування диска та запис на ньому керівної програми. Приклади: Ініціалізація пакета дисків. Ініціалізація ядра, ініціалізація запуску.
Також ініціалізація працює після оновлення программ.